# Monastère de la Présentation-de-la-Mère-de-Dieu-au-Temple (Jašunja)
Pour les articles homonymes, voir Monastère de la Présentation de la Vierge.
Le monastère de la Présentation-de-la-Mère-de-Dieu-au-Temple (en serbe cyrillique : Манастир Ваведења Свете Богородице ; en serbe latin : Manastir Vavedenja Svete Bogorodice) est un monastère orthodoxe serbe situé à Jašunja, dans le district de Jablanica et sur le territoire de la Ville de Leskovac en Serbie. Il est inscrit sur la liste des monuments culturels de grande importance de la république de Serbie (identifiant no SK 209).

## Présentation
Le monastère se trouve à proximité du monastère Saint-Jean-Baptiste de Jašunja. D'après une inscription figurant sur la porte d'entrée, l'église a été construite en 1499 grâce aux efforts de la religieuse Ksenija et de ses trois sœurs Teofa, Marta et Marija ; elle a été achevée en 1500,. Dans la mesure où une loi ottomane de 1453 interdisait la construction de nouveaux monastères et de nouvelles églises dans l'empire, le monastère de Jašunja a vraisemblablement été édifié sur les fondations d'un ensemble monastique plus ancien.
Les Turcs ont souvent endommagé le monastère, notamment lors du Premier et du Second soulèvement serbe. Il a été restauré pour la première en 1863 grâce à Jovan Iljković de Galičnik. Après une période d'abandon, il est désormais en activité.
L'église est constituée d'une nef unique dotée d'une voûte en berceau ; elle est précédée d'un narthex et abrite une « paraklis » (une sorte de chapelle) construite ultérieurement. Par son style, elle est caractéristique des églises serbes des XIVe et XVe siècles,.
L'édifice conserve encore des fresques d'origine, notamment sur le mur du narthex, qui frappent par le haut degré d'individualisation des traits des personnages, par leur dessin et par la vivacité de leurs couleurs. Parmi ces fresques figurent les portraits des fondatrices du monastère, représentant notamment Ksenija offrant une maquette de l'église à la Mère de Dieu ; si l'on en juge à leurs longs manteaux sombres, on suppose qu'elles étaient en deuil ; elles faisaient peut-être partie de la famille impériale des Cantacuzène.
L'iconostase a été peinte en 1834 et le narthex a été orné de fresques en 1868 par Jovan Ilijević. L'église abrite aussi une icône représentant la Mère de Dieu Odigitria qui remonte au XIVe siècle.